# 군북 나들목
군북 나들목(Gunbuk IC)은 경상남도 함안군 군북면 사도리에 설치된 남해고속도로의 27번 교차로(나들목)이다. 국도 제79호선을 통해 함안군 군북면과 의령군 의령읍으로 진출할 수 있다. 군북 나들목을 이용하여 방어산 동쪽으로 갈 수 있으며 방어산 안에 위치한 마애사로 갈 수 있다.
1989년 남해고속도로가 왕복 4차로로 확장 공사가 완료되었을 때 군북 나들목은 입체 다이아몬드형 진출입로가 설치되어 있었으나 2000년대 군북 나들목 인근 본선의 선형 개량으로 나들목이 현재와 같이 이설되었다. 이와 더불어 선형 개량 이전의 남해고속도로 본선은 이설된 군북 나들목의 진출입로로 재활용되어 현재까지도 사용되고 있다.

## 연혁
- 1973년 11월 14일 :  남해고속도로 순천 ~ 부산 구간 개통과 함께 통행 개시[1]
- 1999년 4월 2일 : 2002년까지 나들목 개량을 위해 경상남도 함안군 군북면 박곡리 ~ 사도리 3.46km 구간 도로구역 변경[2]
- 2002년 3월 9일 : 2003년까지 나들목 개량을 위해 경상남도 함안군 군북면 박곡리 ~ 사도리 2.94km 구간 도로구역 변경[3]
- 2006년 12월 4일 : 나들목 개량을 위해 함안군 도시계획시설 교통광장에 함안군 군북면 사도리 일원을 군북 나들목으로 고시[4]

## 구조물 정보
- 위치: 경상남도 함안군 군북면 사도리
- 영업소: 경상남도 함안군 군북면 함마대로 395

## 접속하는 도로
- 국도 제79호선 (함마대로)

## 교통량 정보
| 요금소        | 통행량 (대/일) | 통행량 (대/일) | 통행량 (대/일) | 통행량 (대/일) | 통행량 (대/일) | 통행량 (대/일) | 통행량 (대/일) | 통행량 (대/일) | 통행량 (대/일) | 통행량 (대/일) | 각주  |
| 요금소        | 2001년         | 2002년         | 2003년         | 2004년         | 2005년         | 2006년         | 2007년         | 2008년         | 2009년         | 2010년         | 각주  |
| ------------- | -------------- | -------------- | -------------- | -------------- | -------------- | -------------- | -------------- | -------------- | -------------- | -------------- | ----- |
| 군북 (폐쇄식) | 4,346          | 5,207          | 5,393          | 5,493          | 5,196          | 5,123          | 5,257          | 5,147          | 5,616          | 5,412          | [ 5 ] |
| 요금소        | 2011년         | 2012년         | 2013년         | 2014년         | 2015년         | 2016년         | 2017년         | 2018년         | 2019년         |                | [ 5 ] |
| 군북 (폐쇄식) | 5,467          | 6,086          | 6,701          | 7.000          | 7,940          | 8,402          | 8,665          | 8,554          | 8,817          |                | [ 5 ] |

## 같이 보기
- 옥천 나들목
- 장지 나들목